# Slang
Se conoce como slang a la jerga de registro coloquial e informal usada en el idioma inglés. 
Hace referencia a diversos aspectos de la vida cotidiana, como las emociones, las relaciones sociales, el sexo o la muerte. A través de las épocas el slang ha supuesto un importante medio de expresión en las artes anglosajonas; por su naturaleza coloquial facilita el uso de figuras retóricas como la metáfora, la inclusión de frases con doble sentido, de expresiones irónicas, etcétera.
Entre algunos ejemplos de slang en el inglés de Estados Unidos están: 
- Para referirse a un hombre: brother (normalmente usada para referirse a un amigo en la cultura afroamericana), dude, guy, bud, buddy, etcétera.
- Para referirse a una mujer: babe, honey (normalmente usadas para referirse a una pareja sentimental), dudette, sister, etc.
- Para referirse a la muerte: big sleep, end of the line, kick the bucket, etc.
- Para referirse a un adicto a las drogas: junkie, pothead (alguien que fuma marihuana o hachís), druggie, etc.
- Para referirse a la cabeza: noggin, bean (Gran Bretaña), etc.